# Entomobrya triangularis
Entomobrya triangularis är en urinsektsart som beskrevs av Heinrich Wilhelm Schott 1896. Entomobrya triangularis ingår i släktet Entomobrya och familjen brokhoppstjärtar. Inga underarter finns listade i Catalogue of Life.